# بیماری تانژیر
بیماری تانژیر (به انگلیسی: Tangier desease) (همچنین شناخته‌شده به‌عنوان کمبود آلفا لیپوپروتئین به صورت خانوادگی : 535 ) یا هایپوآلفالیپوپروتِئینِمیا (hypoalphalipoproteinemia) یا آنالفالیپوپروتِئینِمی (به فرانسوی: analphalipoprotéinémie)، یک اختلال بسیار نادر ارثی است که با کاهش شدید میزان HDL (کلسترول خوب) در جریان خون مشخص می‌شود. در سراسر جهان، تقریباً ۱۰۰ مورد ابتلا به این بیماری شناسایی شده‌است.
این اختلال ابتدا در جزیرهٔ تانژیر در ساحل ویرجینیا، ایالات متحدهٔ آمریکا کشف شد، اما در حال حاضر در بسیاری از کشورهای دیگر شناسایی شده‌است.

## علائم و نشانه‌ها
افرادی که برای بیماری تانژیر هموزیگوت اند، رسوبات مختلفی از استرهای کلسترول را تشکیل می‌دهند. این رسوبات به ویژه در لوزه‌ها دیده می‌شود و ممکن است زرد یا نارنجی باشند. استرهای کلسترول ممکن است در گره‌های لنفاوی، مغز استخوان، کبد و طحال نیز یافت شوند.
با توجه به رسوبات استرهای کلسترول، ممکن است لوزه‌ها بزرگتر شوند. هپاتواسپلینومگالی (کبد و طحال بزرگ شده) نیز رایج است.
بیماری‌های نوروپاتی و قلبی-عروقی بیشترین تحولات ناگواری هستند که از بیماری تانژیر ناشی می‌شوند.

## ژنتیک

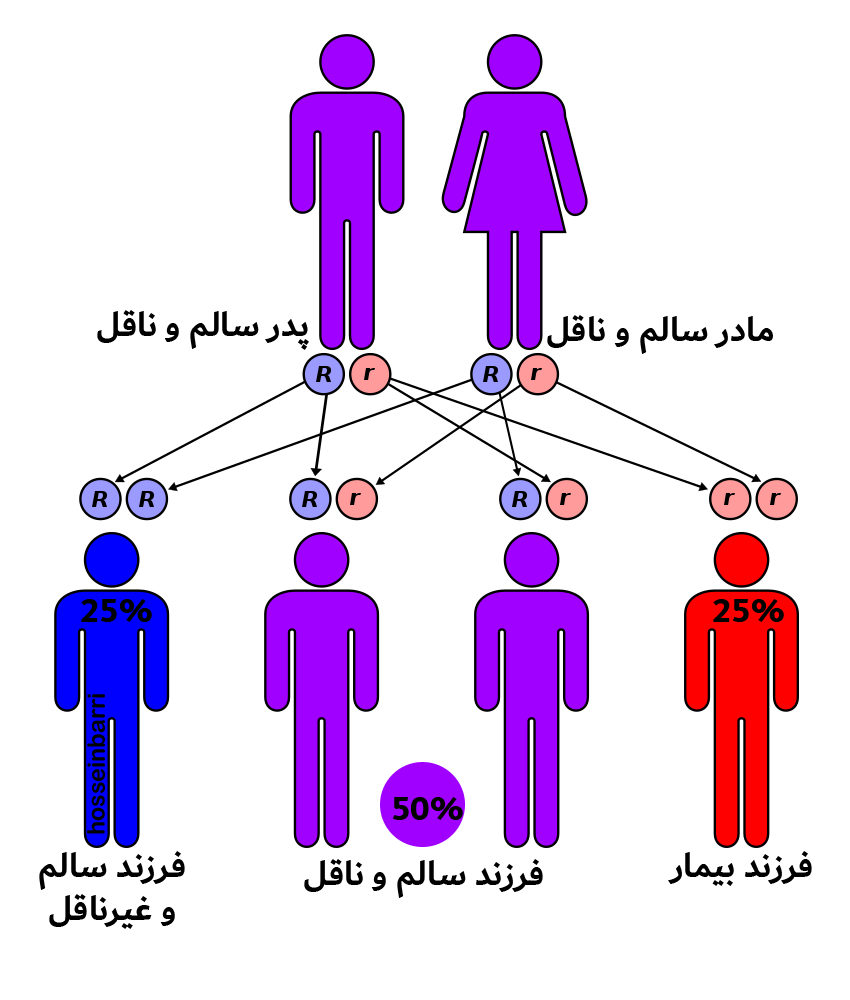
بیماری Tangier الگوی وراثتی اتوزوم مغلوب دارد.

جهش در کروموزوم 9q31 منجر به نقص در انتقال دهندهٔ ABCA1 می‌شود. این جهش‌ها مانع این می‌شود که پروتئین ABCA1 به‌طور مؤثری انتقال کلسترول و فسفولیپیدها را از سلول‌ها برای جذب توسط ApoA1 در جریان خون انجام دهد. این ناتوانی در انتقال کلسترول از سلول‌ها منجر به کمبود HDL(لیپوپروتئین‌های با چگالی بالا) در گردش خون می‌شود که یک عامل خطر برای بیماری عروق کرونر است. علاوه بر این، ایجاد کلسترول در سلول‌ها می‌تواند سمی باشد، در نتیجه باعث مرگ سلول یا اختلال عملکردی می‌شود. این عوامل ترکیبی منجر به علائم و نشانه‌های بیماری تانژیر می‌شود.
این وضعیت در یک الگوی اتوزومی مغلوب به ارث رسیده‌است، به این معنی که برای ظهور فنوتیپ، دو نسخه از ژن باید در ژنوتیپ وجود داشته باشد. اغلب، والدینِ یک فرد مبتلا به اختلال اتوزومی مغلوب حامل یک نسخه از ژن جهش یافته هستند اما علائم و نشانه‌های این اختلال را نشان نمی‌دهند.

## تشخیص

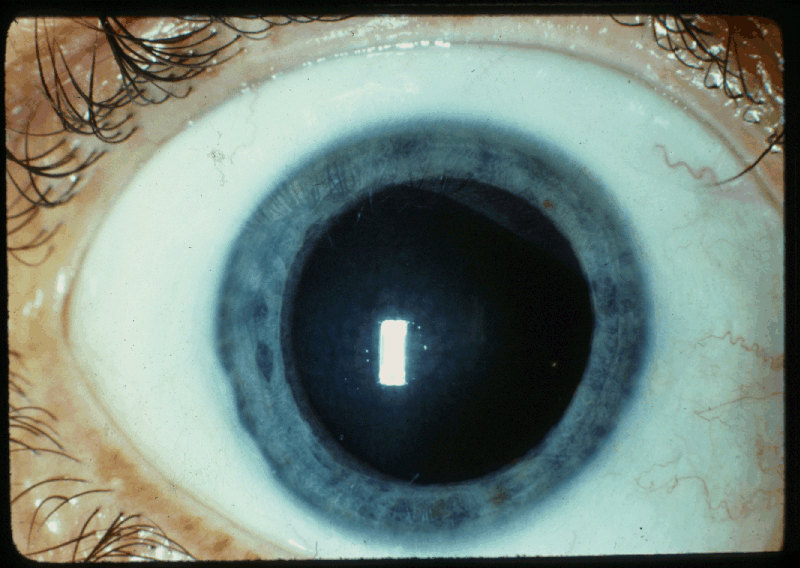
کدورت ناهموار قرنیه راست در یک بیمار مبتلا به بیماری تانژیر.

بیماری Tangier منجر به کمبود HDLخانوادگی می‌شود. HDL زمانی ایجاد می شودکه یک پروتئین(Apolipoprotein A1)در جریان خون، با کلسترول و فسفولیپید‌ها ترکیب می‌شود. کلسترول و فسفولیپیدهایی که برای تولید HDL به کار می‌روند از درون سلول‌ها منشأ می‌گیرند اما از طریق انتقال دهنده ABCA1 به خارج از سلول و درون خون منتقل می‌شوند. افراد مبتلا به بیماری تانژیر، انتقال دهندهٔ ABCA1 ناقص دارند. در نتیجه با کاهش زیادی در توانایی انتقال کلسترول به خارج از سلول‌هایشان روبه رو می‌شوند که منجر به تجمع کلسترول و فسفولیپیدها در بسیاری از بافت‌های بدن می‌شود و می‌تواند باعث افزایش اندازه در این بافت‌ها شود. سطوح پایینHDL در خون گاهی اوقات به عنوان هایپوالفالیپوپروتئینمی توصیف می‌شود.
افراد مبتلا به این بیماری همچنین مقدار کمی افزایش چربی خون (hypertriglyceridemia خفیف) و اختلال در عملکرد عصب (نوروپاتی) دارند. لوزه‌ها به‌طور قابل توجهی تحت تأثیر این اختلال قرار دارند. آنها اغلب به رنگ نارنجی یا زرد ظهور پیدا می‌کنند و بسیار بزرگ می‌شوند. افراد مبتلا معمولاً آترواسکلروز زودرس را بروز می‌دهند که با رسوبات چربی و بافتِ اِسکار مانندِ پوشانندهٔ شریان‌ها مشخص می‌شود. علائم دیگر این بیماری ممکن است شامل طحال بزرگ (splenomegaly)، کبد بزرگ (hepatomegaly)، کدورت قرنیه و بیماری‌های قلبی عروقی زودرس باشد.

## درمان
داروهایی وجود دارد که می‌توانند HDL سرم را افزایش دهند. مانند نیاسین یا gemfibrozil. در حالی که این داروها برای بیماران مبتلا به هیپرلیپیدمی مفید هستند، بیماران مبتلا به بیماری تانژیر از این اقدامات دارویی سود نمی‌برند.
بنابراین، تنها شیوه درمان در حال حاضر برای بیماری تانژیر تغییر رژیم غذایی است. یک رژیم غذایی کم چربی می‌تواند برخی از علائم را به ویژه در مورد نوروپاتی‌ها کاهش دهد.

## تاریخچه
در سال ۱۹۵۹، یک بیمار پنج ساله به نام تدی لیرد از جزیره تانژیر در ویرجینیا با لوزه‌های بسیار بزرگ و رنگ زرد و نارنجی که توسط پزشکان نیروهای مسلح حذف شدند، ارائه شد. پس از تشخیص اولیه مبنی بر بیماری نیمن پیک، وی به لوئیس آویلی در مؤسسه ملی سرطان ارجاع داده شد. دونالد فردریکون، رئیس بخش بیماری‌های مولکولی، از این پرونده مطلع شد و گمان داشت تشخیص اولیه نادرست بوده‌است. در سال ۱۹۶۰ او با آویلی به جزیره تانژیر سفر کرد تا تحقیقات بیشتری انجام دهد. پس از پیدا کردن علامت مشابه در خواهر تدی و تحقیق در مورد تعداد بسیار زیادی از سلولهای foam (ماکروفاژهای بارگیری شده با کلسترول استر) نه تنها در لوزه‌ها، بلکه طیف گسترده‌ای از بافت‌ها از جمله مغز استخوان و طحال، سفر دوم به جزیره انجام شد و کشف‌ها حاکی از کلسترول HDL بسیار پایین در هر دو خواهر و پدر و مادر تدی بود، یعنی شواهدی برای اساس ژنتیکی بیماری.